# Lost in the Night
Pour plus de détails, voir Fiche technique et Distribution.
Lost in the Night est un thriller dramatique mexicano-germano néerlando-danois réalisé par Amat Escalante, sorti en 2023.

## Fiche technique
Sauf indication contraire, les informations mentionnées dans cette section peuvent être confirmées par les bases de données cinématographiques IMDb et Allociné,  présentes dans la section « Liens externes ».
- Titre original : Lost in the Night
- Réalisation et scénario : Amat Escalante
- Musique : Kyle Dixon
- Décors : Daniela Schneider
- Costumes :
- Photographie : Adrian Durazo
- Son : Carlos Garcia, Michel Schöpping et Raul Locatelli
- Montage : Fernanda De La Peza
- Production : Nicolás Celis, Fernanda De La Peza et Amat Escalante
  - Producteur délégué : Alejandro Mares et Rodrigo Macin
- Sociétés de production :
- Société de distribution : Paname Distribution
- Pays de production :  Mexique,  Allemagne,  Pays-Bas et  Danemark
- Langue originale : espagnol
- Format :
- Genre : Thriller dramatique
- Durée : 120 minutes
- Dates de sortie :
  - France : 
    - 18 mai 2023 (Cannes)
    - 4 octobre 2023 (en salles)

## Distribution
- Juan Daniel García Treviño : Emiliano
- Ester Expósito : Monica Aldama
- Bárbara Mori : Carmen Aldama
- Fernando Bonilla : Rigoberto Duplas
- Maria Fernanda Osio (créditée Mafer Osio) : Jazmin
- Jero Medina : Ruben
- Mayra Hermosillo : Violeta
- Vicky Araico : Paloma

## Sortie

### Accueil critique
En France, le site Allociné propose une moyenne de 3,5⁄5, d'après l'interprétation de 18 critiques de presse.